# Самюъл Хънтингтън
Самюъл Филипс Хънтингтън (на английски: Samuel Phillips Huntington) е известен американски социолог и политолог, който създава геополитическата концепция за „сблъсъка на цивилизациите“.

## Професионална биография
Изучава политическа философия и през 1946 г. получава степен бакалавър в Йейлския университет, a през 1948 г. става магистър в Чикагския университет. След това служи в армията, а през 1951 г. става доктор по философия в Харвардския университет.
От 1950 до 1958 г. преподава в Харвард, а от 1959 до 1962 г. е заместник-директор в Института за изучаване на войната и мира към Колумбийския университет. По това време издава своята първа монография, наречена Войникът и държавата: теория и практика на взаимоотношенията между гражданската власт и въоръжените сили и по-точно – офицерския корпус. (The Soldier and the State: The Theory and Politics of Civil-Military Relations, 1957), която предизвиква нееднозначни оценки.
Утвърдил се като квалифициран политически анализатор и торетик, Хънтингтън започва активно да работи за американското правителство. В периода 1967 – 1969 г. и 1970 – 1971 г. ръководи катедрата по политология в Харвардския университет. В този период голяма известност придобива неговата монография Политическият ред в променящите се общества (Political Order in Changing Societies, 1968), която се превръща в един от класическите трудове посветени на политическите системи на развиващите се страни. За да консолидира американската политологическа общност, през 1970 г. основава списание „Външна политика“ („Foreign Policy“), което се превръща в едно от най-авторитетните световни политологически издания. До 1977 г. е негов съредактор.
През 1973 г. е заместник-директор на Центъра за международни отношения, а в периода 1977 – 1978 г. е координатор на отдела по планиране към Съвета за национална сигурност. От 1978 до 1989 г. е директор на Центъра за международни отношения. Показателно за авторитета на Хънтингтън сред американските политолози е избирането през 1984 г. за вицепрезидент, а през 1986 – 1987 г. за президент на американската Асоциация по политически науки.
От 1989 Хънтингтън се занимава най-вече с научна и научно-административна дейност като директор на Института за стратегически изследвания Джон Олин към Харвардския университет. През 1996 оглавява харвардската Академия за международни и регионални изследвания.

## Геополитически и философски възгледи
Основните му интереси включват сферата на националната сигурност и стратегия, взаимоотношенията между гражданското население и военните, демократизацията и икономиката на развиващите се страни, културните фактори, които оказват влияние на световната политика и проблемите на американската национална идентичност.

### Сблъсък на цивилизациите
Сред политолозите от 21 век Хънтингтън е известен най-вече с парадигмата за „сблъсъка на цивилизациите“, която оспорва концепцията за „края на историята“ на Франсис Фукуяма. Хънгтингтън представя своите виждания за геополитическите и социокултурните проблеми в статията си Сблъсък на цивилизациите? (1993), която е публикувана и в „Foreign Policy“. Идеите, изложени в тази статия, пораждат многопосочни реакции в политологическите среди и са развити в монографията Сблъсъкът на цивилизациите и преосмислянето на световния ред (The Clash of Civilizations and the Remaking of World Order, 1996), която се превръща в световен футуристичен бестселър.
Докато Фукуяма предлага като главен доминиращ фактор на световното политическо развитие да бъде приета пълната победа на либералната идеология, то Хънтингтън счита този подход за прекалено оптимистичен. Той посочва, че в края на 20 век геополитическото разпределение на силите се определя от фактори, които излизат от рамките на традиционното противопоставяне между либерализма и авторитаризма. По-конкретно Хънтингтън счита, че основният фактор, детерминиращ развитието, ще бъдат цивилизациите, които обединяват групи от страни със сходни социоментални, културни и религиозни ценности.
Следвайки основно предложената конструкта от Освалд Шпенглер и Арнолд Тойнби, авторът сочи, че „човешката история е история на цивилизациите“. Според неговата класификация съществуват седем или осем такива цивилизации:
1. Западна цивилизация (на основата на католицизма и протестантството)
2. Ислямска цивилизация
3. Индуистка цивилизация
4. Китайска цивилизация (на основата на будизма)
5. Японска цивилизация (на основата на шинтоизма)
6. Латиноамериканска цивилизация (на основата на католицизма и местните традиции)
7. Православна цивилизация
8. Африканска цивилизация (в процес на формиране на основата на местните традиции)

Повечето цивилизации (но не всички) имат държава-ядро, която има доминираща и организираща роля по отношение на останалите страни, влизащи в съответната цивилизационна общност (напр. САЩ в съвременната западна цивилизация). Всяка цивилизация се стреми да запази своята идентичност, а в много случаи и да разшири сферата на своето влияние. По тази причина, Хънтингтън счита, че 21 век ще е епоха на междуцивилизационните сблъсъци или конфликти.
От 16 век (епохата на Великите географски открития) до първата половина на 20 век доминира западната цивилизация, която се стреми да налага на останалите цивилизации своята политическа и икономическа система, както и културните и научните си парадигми. Тази ситуация се променя през 20 век, когато светът става първоначално двуполюсен (противопоставянето между либерализма и тоталитаризма), а след края на Студената война – многополюсен. Хънтингтън счита, че либералната западна цивилизация постепенно губи своята лидерска позиция, а паралелно с това нараства значението на цивилизациите от Далечния изток и ислямската цивилизация, като последната води най-агресивна антизападна политика. Сблъсъците се изострят в определени точки по „линията на разломите“ между цивилизациите (напр. Близкия изток), в които постоянно избухват локални военни конфликти. Решението което предлага Хънтингтън, е западната цивилизация да се откаже от претенцията за универсалност на своята ценностна система и стремежа си да я налага на останалите цивилизации.
След събитията на 11 септември 2001 г. някои обявяват Хънтингтън за политически ясновидец, който е предрекъл усилването на ислямския екстремизъм. Збигнев Бжежински посочва, че концепцията на Хънтингтън „ще предизвика революция в представите за международната политика“.

### Националната идентичност и проблемите на имиграцията
В монографията Кои сме ние? Предизвикателствата пред американската национална идентичност (Who Are We? The Challenges to America's National Identity, 2004) Хънтингтън изследва проблемите на международната имиграция. Той посочва, че потокът от имигранти, идващи от развиващите се страни, създава в западните общества анклави или острови от съвършено различна култура. По такъв начин „сблъсъкът на цивилизациите“ придобива и вътрешно измерение в рамките на отделните страни. За САЩ най-голяма опасност представляват имигрантите от Латинска Америка, които не споделят основните ценности на протестантската англосаксонска култура, а за европейските страни това биха могли да бъдат тези от Близкия изток.
Полемичния стил и оригиналните идеи на Хънтингтън, често предизвикват остри научни полемики. Според Х. Кисинджър основното произведение на Хънтингтън „Сблъсъкът на цивилизациите и преобразуването на световния ред“ е една от „най-значимите книги, появили се след края на Студената война“.